# André Andrade Vieira
André de Andrade Vieira, mais conhecido como André Vieira (Porto Alegre, 3 de janeiro de 1974) é um ex-futebolista brasileiro que atuava como meio-campista e zagueiro.  pelo Grêmio. O jogador foi um dos integrantes gremistas que ganhou a Copa Libertadores da América de 1995.

## Títulos
Grêmio
- Copa Libertadores da América: 1995